# Szachmatna misl
Szachmatna misl, bułg. Шахматна мисъл – bułgarski miesięcznik ukazujący się od 1947 roku. Jest organem  bułgarskiej federacji szachowej. Zawiera materiały ze wszystkich dziedzin gry.